# Linia kolejowa nr 366
Linia kolejowa nr 366 – jednotorowa, niezelektryfikowana linia kolejowa znaczenia miejscowego łącząca Kurzągórę ze stacją Kościan.
Pierwotnie linia rozpoczynała się na stacji Miejska Górka i miała długość km 75,562.

## Opis linii
- Sposób wykorzystania: nieczynna
- Elektryfikacja:
  - niezelektryfikowana
- Szerokość toru: normalnotorowa
- Przeznaczenie linii:
  - pasażersko-towarowa

Na odcinku Gostyń – Racot organizowane są przejazdy drezynowe Krzywińskiej Kolei Drezynowej.